# Nécropole nationale d'Albert
La nécropole nationale d'Albert est un cimetière militaire français de la Grande Guerre situé sur le territoire de la commune d'Albert, dans le département de la Somme.

## Caractéristiques
Le cimetière militaire d'Albert se situe à la sortie de la ville, sur la route de Péronne. D'une superficie de 1,83 ha, il fut créé en 1923.
Il regroupe 6 290 corps dont 2 879 en quatre ossuaires. On y voit des tombes de soldats des troupes coloniales de confession musulmane. Trois Britanniques sont également inhumés dans ce cimetière. Les dépouilles qui y sont regroupées proviennent de différents cimetières militaires qui ont été supprimés. Par exemple, quarante-neuf corps se trouvaient dans le vieux cimetière de Fricourt.
À l'extrémité nord de la nécropole a été érigée une stèle sur laquelle sont inscrits les noms de soldats inhumés dans les ossuaires.

### Galerie

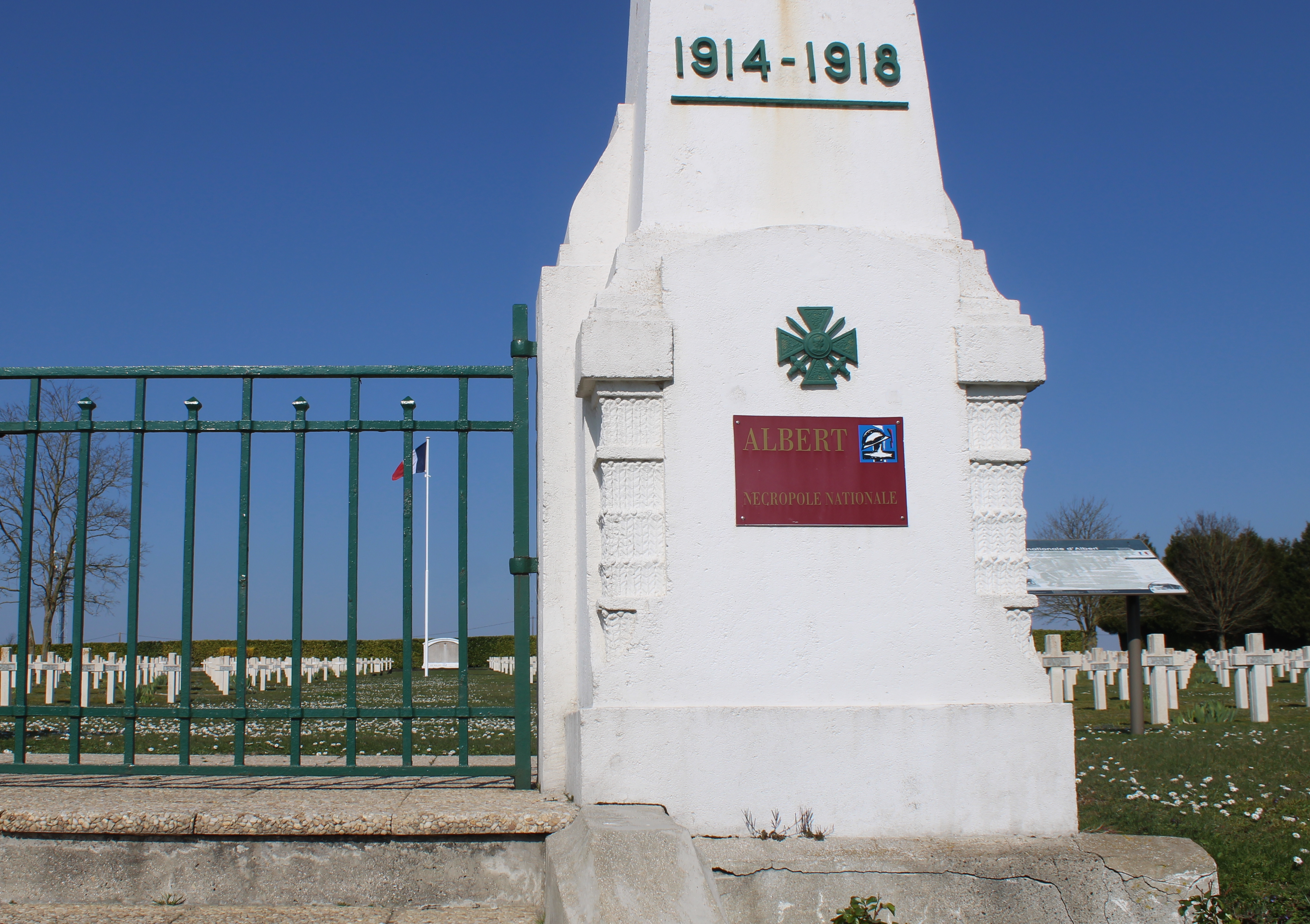
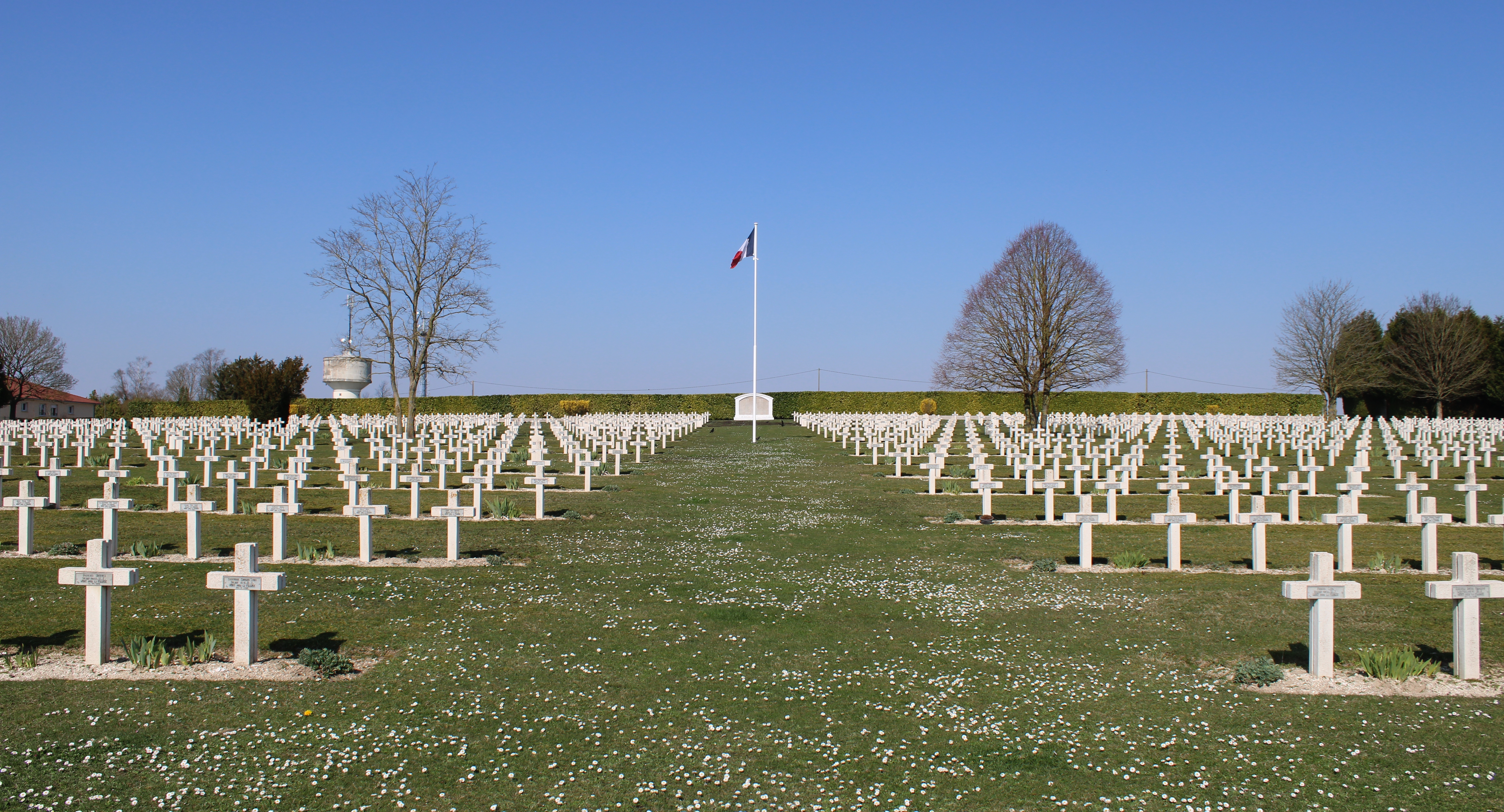
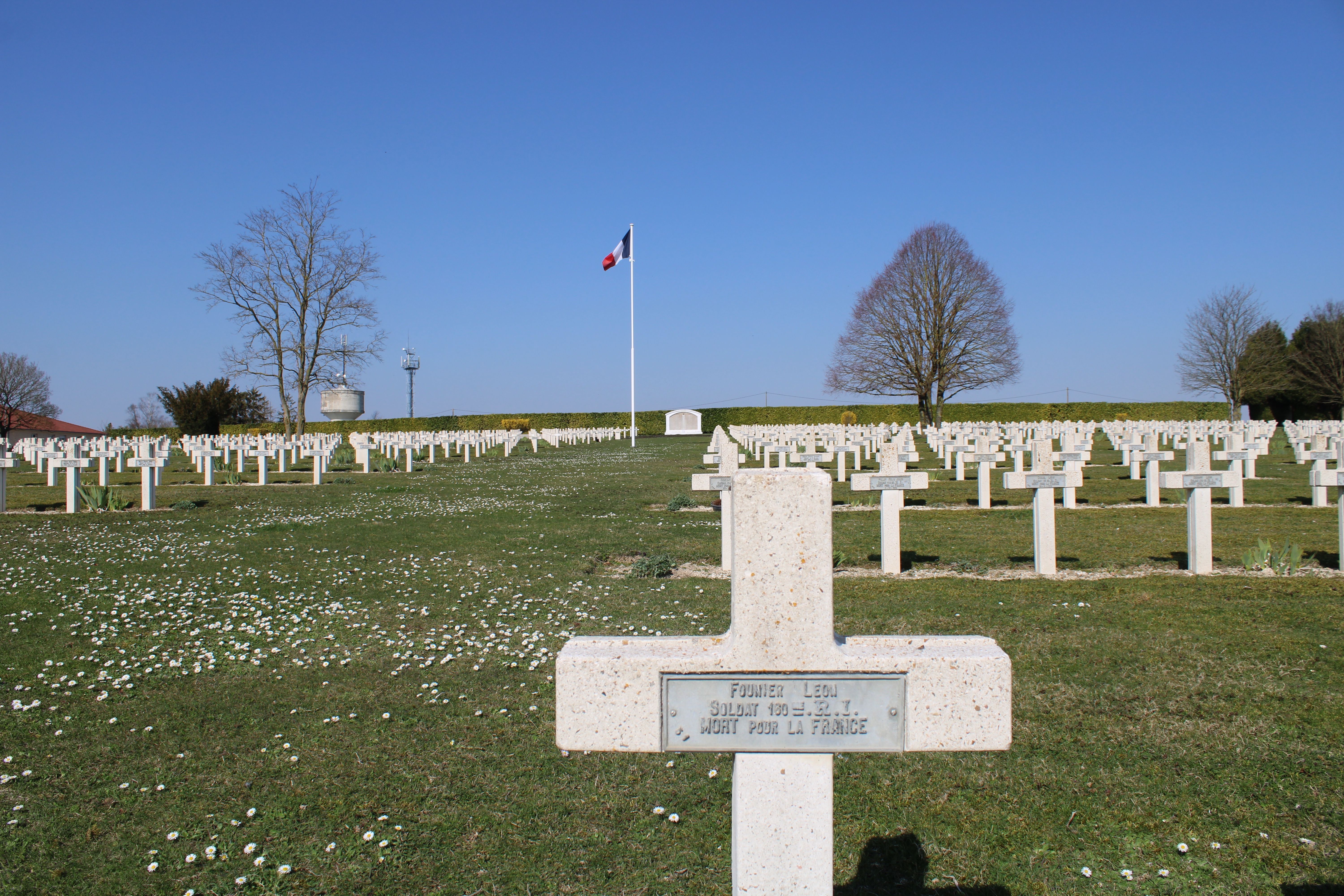
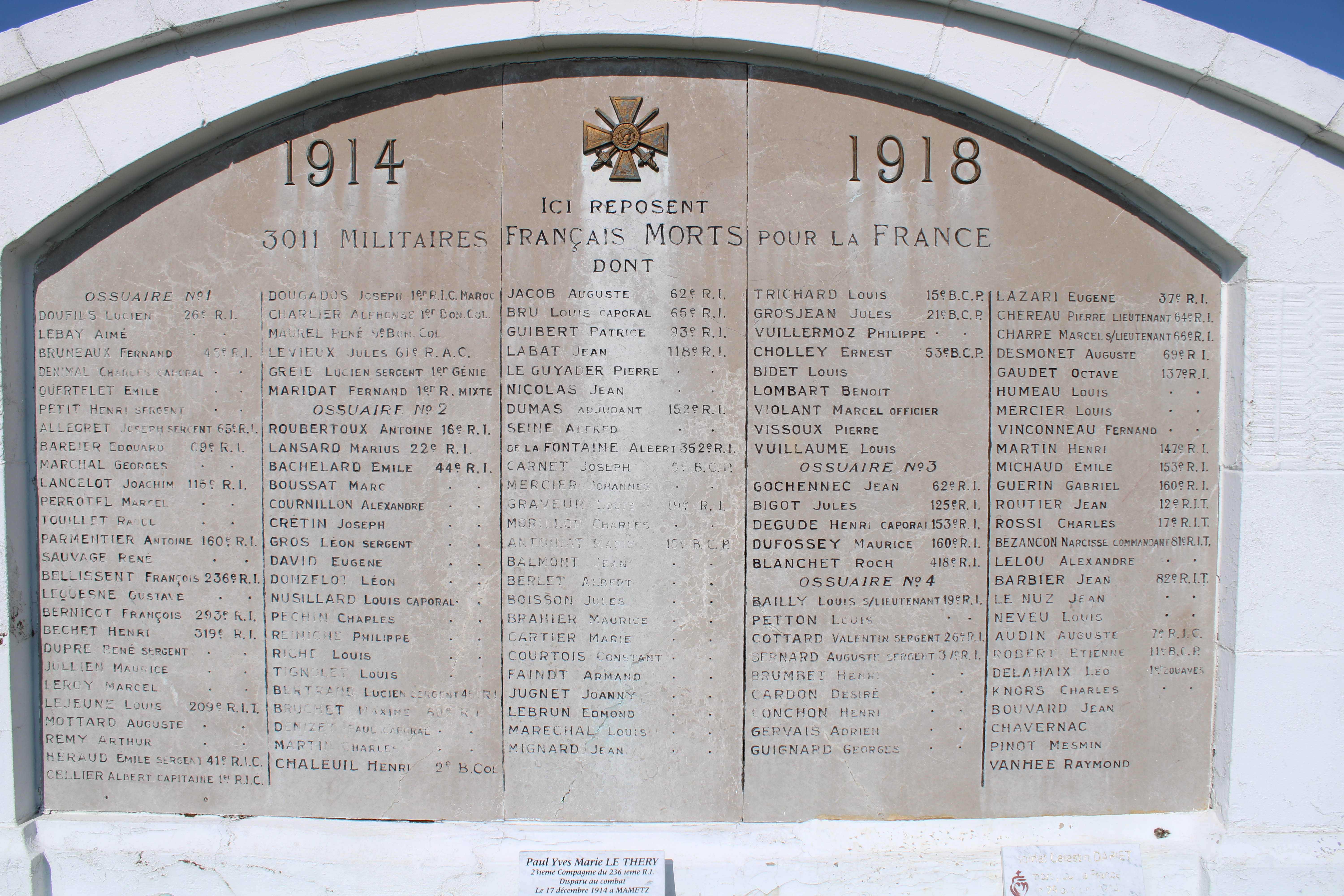
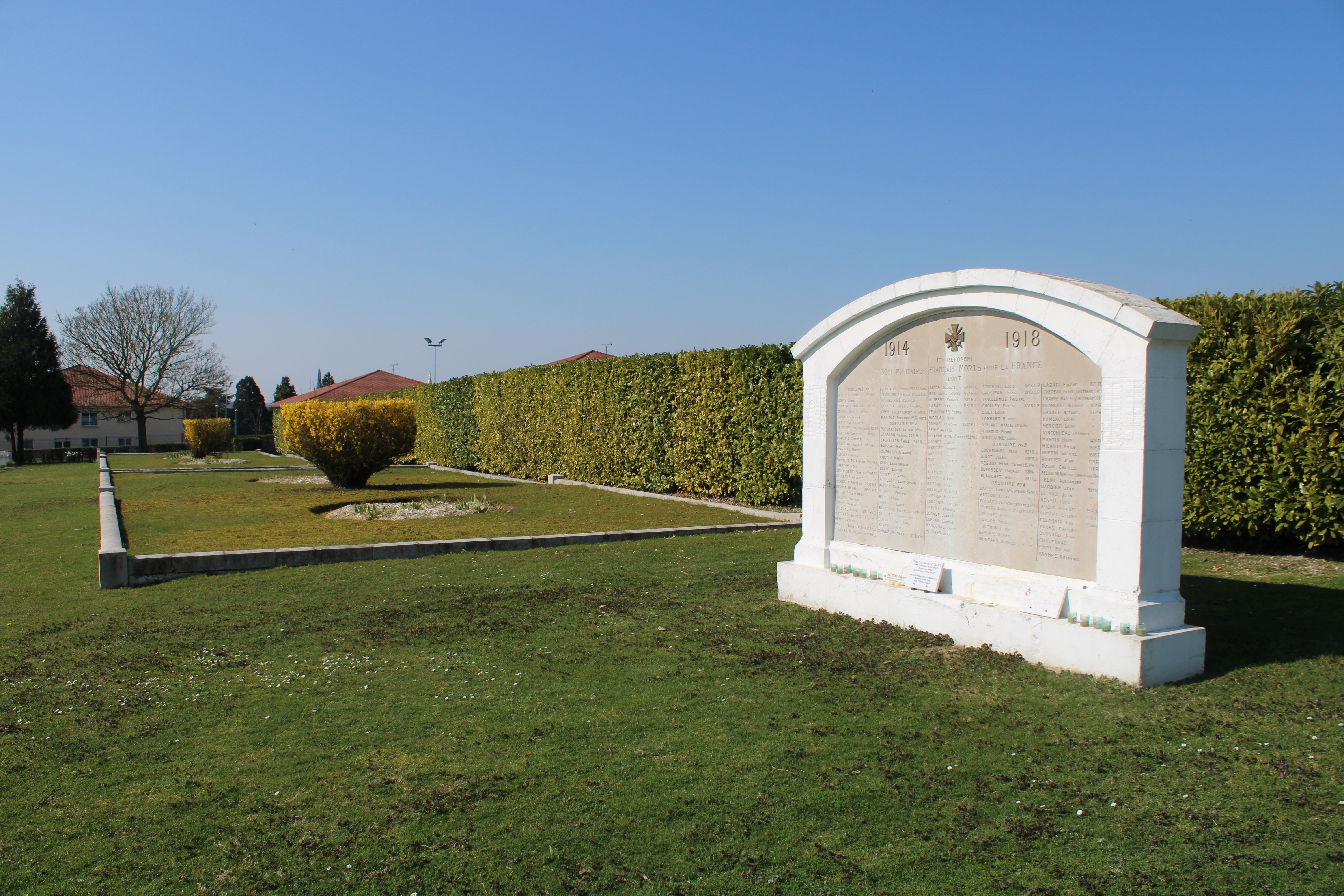

## Pour approfondir